# Tayma
Pour les articles homonymes, voir Tayma (homonymie).
Tayma (en arabe : تيماء, DMG Taymā’, parfois écrit Tema ou Teema) est une oasis ayant une longue histoire, située dans le nord-ouest de l'Arabie saoudite, à 264 km au sud-est de Tabuk, et à 400 km au nord de Médine, sur la route de l'encens.

## Histoire ancienne

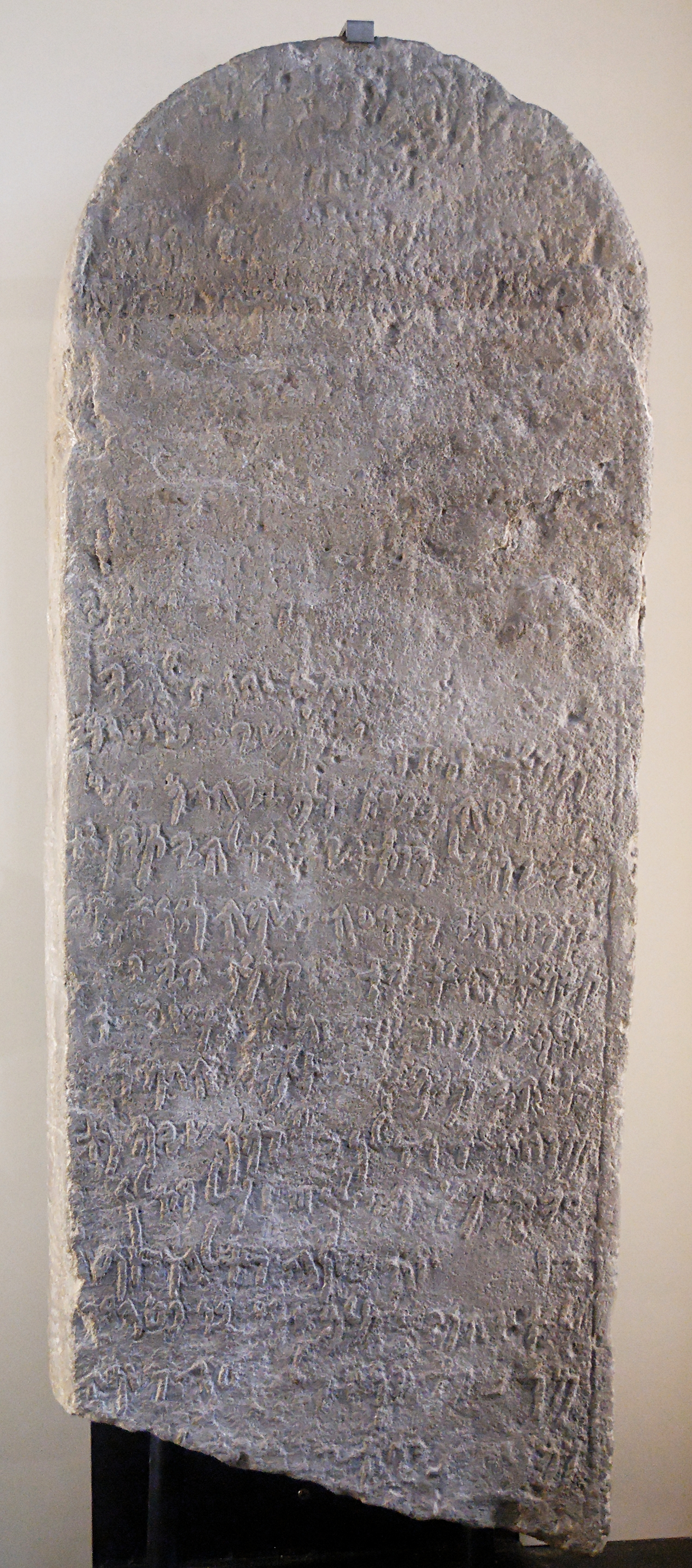
Inscription en araméen de Tayma (VIe siècle av. J.-C.)

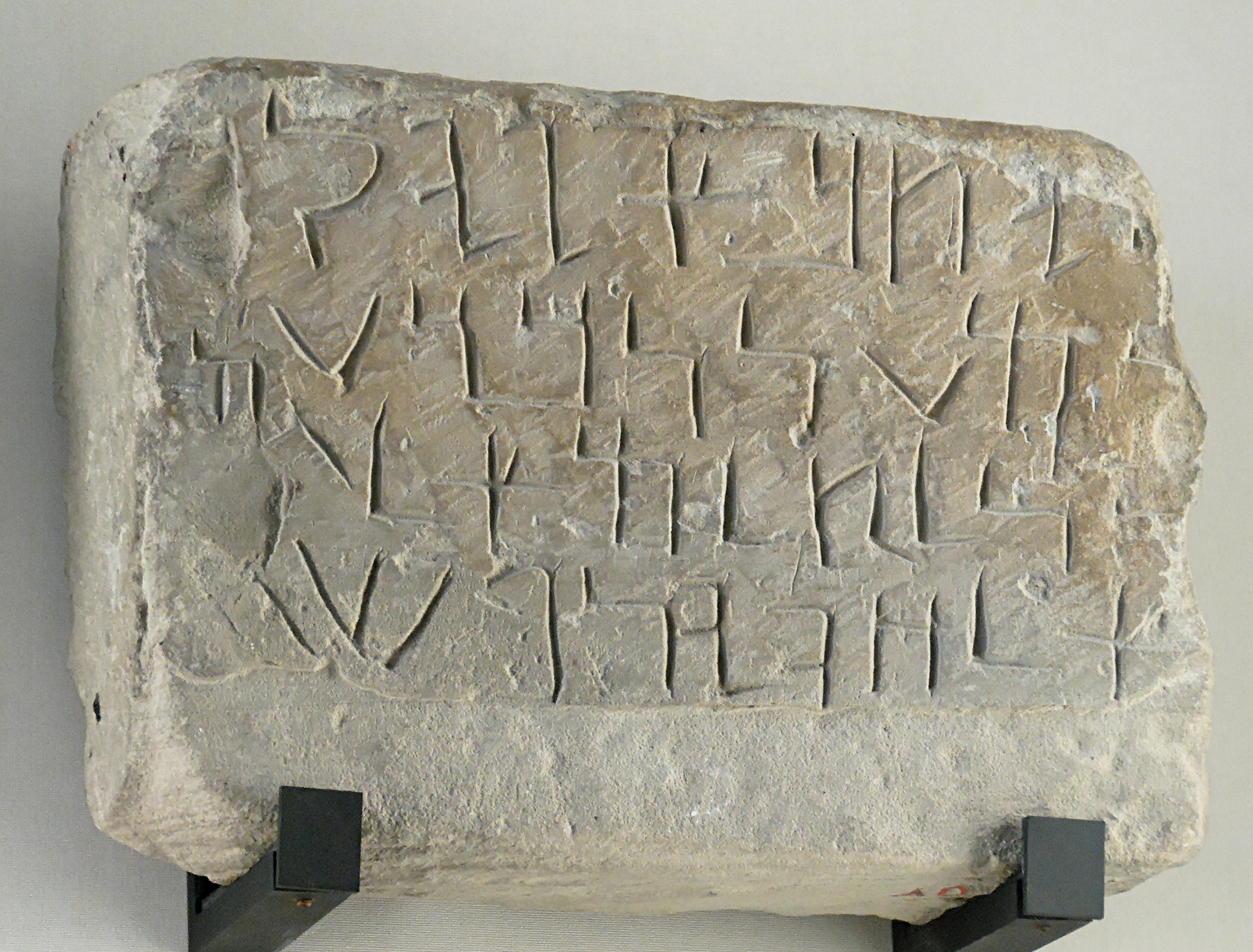
Stèle portant une dédicace en araméen au dieu Salm. Grès, Ve siècle av. J.-C. Trouvé à Tayma par Charles Huber en 1884. Louvre.

Les récentes découvertes archéologiques le démontrent : Tayma est habitée depuis l'âge du bronze. 
Quand Sumer et le nord de la côte du Levant se développent et inventent la ville, Tayma est encore inconnue. Au deuxième millénaire av. J.-C., est construit un mur d'enceinte extérieur en boue séchée et en grès, haut d'environ 10 mètres et délimitant une superficie d'environ 20 hectares. Cette surface représente les ressources agricoles des habitants et constitue une immense oasis de palmiers. Ce premier mur a été construit dans les siècles suivants, pour finalement atteindre une longueur de 15 kilomètres. Sa solidité impressionnera encore au XIe siècle l'historien arabe Abou Abdallah al-Bakri.
Des tombeaux ont été découverts à l'intérieur de l'enceinte et contre le mur extérieur de la cité. Ils contenaient du bois et de l'ivoire, ainsi que des décors de fleurs, et datent de la fin de l'âge du bronze, à la fin du second millénaire.
En 2010, la Commission saoudienne pour le Tourisme et les Antiquités annonce la découverte près de Tayma d'un rocher portant une inscription du pharaon égyptien Ramsès III. Cette première découverte d'une inscription hiéroglyphique sur le sol saoudien permet de supposer que Tayma a été une ville-étape sur la route qui relie la côte de la mer Rouge de la péninsule arabique à la vallée du Nil. 
Des inscriptions assyriennes du VIIIe siècle av. J.-C. portent la plus ancienne mention de la ville-oasis, « Tiamat », oasis développée en ville prospère, riche en puits et en beaux bâtiments. Teglath-Phalasar III déclare avoir reçu un hommage de Tayma, et Sennachérib nomme l'une des portes de Ninive la Porte du Désert : « les dons de 'Sumu'anite et de Teymeite entrent par là. » 
La ville est assez riche et fière, au VIIe siècle av. J.-C., pour que Jérémie prophétise contre elle (Jérémie 25:23). Elle est alors dirigée par une dynastie arabe locale, les Qedarites. Les noms de deux reines du VIIIe av. J.-C., Shamsi et Zabibei, sont connus.
En 539 av. J.-C., (entre -552 et -543, selon certains), Nabonide se retire à Tayma pour la prière et les prophéties, confiant la royauté de Babylone à son fils Balthazar, et rendant impossible les festivités du nouvel an babylonien, sans explication.
Tayma était alors un centre de la religion du dieu-lune Sîn (Nanna).
Des inscriptions cunéiformes datant probablement du VIe siècle av. J.-C. ont été découvertes à Tayma. 
Le nom est mentionné plusieurs fois dans l'Ancien Testament. L'éponyme biblique est apparemment Tema, l'un des fils d'Ismaël.[réf. nécessaire]
De tradition arabe, Tayma a été habitée par une communauté arabe juive, durant la période classique tardive, mais on ignore s'il s'agit d'exilés juifs ou de descendants d'Arabes convertis au judaïsme.[réf. nécessaire]
Les oasis de Tayma et de Khaybar ont été visitées par le voyageur juif espagnol Benjamin de Tudèle vers 1170.
En été 1181, Renaud de Châtillon attaque une caravane musulmane à proximité de Tayma, malgré une trêve conclue entre le sultan Saladin et le roi Baudouin IV de Jérusalem, lors d'une campagne dans la région de la mer Rouge.[réf. nécessaire]

## Divinités antiques
Des inscriptions retrouvées à Tayma renvoient au culte d'une triade de divinités Salm, Sengalla et Ashima. La plus importante des trois est Salm, mentionnée en lien avec trois noms locaux : mchrm, HGM et RB (ou DB), dont la prononciation et la localisation sont incertaines. Leur symbole est un soleil (ailes). D'autre part, Sengalla est associée à la lune (et peut être au dieu-lune assyrien Sîn). Ashima est symbolisée par l'étoile de Vénus.

## Économie
Tayma est l'une des étapes caravanières de la route de l'encens dès l'époque sabéenne.
L'oasis est productrice de dattes, d'alun, et de halite (sel gemme, utilisé pour les chameaux).

## Points d'intérêt
- Le château, Qasr Al-Ablaq, situé au sud ouest de la ville, a été construit par le poète arabe juif et guerrier Samuel ibn 'Adiya et son grand-père 'Adiya au VIe siècle de notre ère,
- Le palais du Qasr Al-Hamra, ou vieux palais, construit au VIIe siècle avant notre ère, au nord ouest,
- Le  mur d'enceinte, Tyma Wall, construit sur trois côtés de la vieille ville, au VIe siècle avant notre ère,
- Qasr Al-Radhm, ou Qasr ar-Radam,
- Le puits de Haddaj,
- Les cimetières,
- De nombreuses inscriptions en araméen, lihyanite, thamudique, nabatéen...
- Qasr Al-Bejaidi,
- Al-Hadiqah Mound,
- le splendide Taima Museum (622 13 98)
- Tayma possède son musée, le « musée d'archéologie et d'ethnographie de Tayma », mais de nombreux artefacts de son histoire sont répartis dans d'autres musées, dont le Musée national d'Arabie Saoudite, à Riyad, et le Musée régional d'archéologie et d'ethnographie de Jeddah. La « stèle de Tayma » est conservée au musée du Louvre.
- Hôtels et restaurants : Sahari Hotel, Hadramawt Restaurant,
- Route nationale 15,
- Aéroports : Tabuk à 220 km NW, Al-Jawf à 300 km NE, de/vers Riyadh.